# Сказание о Насими
«Сказание о Насими» (азерб. Nəsimi haqqında dastan) — хореографическая поэма, балет в одном действии, написанный азербайджанским композитором Фикретом Амировым в 1973 году. Автором либретто является Анар.
Произведение было написано по случаю 600-летия поэта Насими. Первоначально хореографическая поэма была написана для симфонического оркестра, женского хора, тенора, чтецов и балетной труппы. Позже Амиров сделал оркестровую редакцию этого балета.

## Действующие лица
- Насими
- Возлюбленная
- Палачи
- Захватчики
- Народ
- Маки

## Постановки
13 сентября 1973 году хореографическая поэма «Сказание о Насими» была впервые поставлена на сцене Азербайджанского театра оперы и балета имени М. Ф. Ахундова в Баку. Дирижёром был Назим Рзаев, художник — Тогрул Нариманбеков, балетмейстер Наиля Назирова, в главных ролях выступили артисты Владимир Плетнев и Чимназ Бабаева. В 1974 году за постановку балета Амиров, Рзаев, Нариманбеков, Назирова, Плетнев и Бабаева были удостоены Государственной премии Азербайджанской ССР.
Второй спектакль был показан в Москве, в Большом театре Союза ССР 18 сентября 1973 года, в дни празднования 600-летия со дня рождения Насими.